# باول ديفيس (لاعب كريكت)
باول ديفيس (24 أبريل 1981 في أستراليا - )  (بالإنجليزية: Paul Davis)‏ هو لاعب كريكت أسترالي. لعب مع فريق غرب أستراليا للكريكت ‏.

## وصلات خارجية
- باول ديفيس على موقع إي آس بي آن كريك إنفو (الإنجليزية)